# Saint-Louis-en-l'Isle
 Saint-Louis-en-l'Isle  (en occitano Sent Loís d'Eila) es una población y comuna francesa, situada en la región de Aquitania, departamento de Dordoña, en el distrito de Périgueux y cantón de Mussidan.

## Demografía
| 209 | 204 | 241 | 220 | 233 | 224 |
| Para los censos de 1962 a 1999 la población legal corresponde a la población sin duplicidades (Fuente: INSEE [Consultar]) |     |     |     |     |     |